# Mary Dixon Kies
Mary Dixon Kies (Killingly, Connecticut, 21 de març de 1752 – Brooklyn, Nova York, 1837) fou una inventora americana. Va ser la primera dona estatunidenca a demanar i obtenir una patent. Va ser el maig de 1809 per a una nova tècnica de teixir palla amb seda i fil per fer barrets.

## Biografia

### Vida familiar
El pare de Mary, John Dixon, era un granger nascut el 1679 a l'Ulster, Irlanda. La seva mare era Janet Kennedy. Mary Dixon es va casar amb Isaac Pike I, i van tenir un fill. Havent enviudat, es va casar amb John Kies, que va morir el 1813. Aleshores va viure amb el seu segon fill, Daniel Kies, a Brooklyn, Nova York, fins que va morir als 85 anys.

### Carrera
A causa de les Guerres napoleòniques, els Estats Units havien embargat tot el comerç amb França i Gran Bretanya, i va caldre elaborar barrets de fabricació nord-americana per substituir la barreteria europea. La indústria del teixit de palla va omplir aleshores el buit, amb un gran volum de negoci.
Mary Kies no va ser la primera dona nord-americana que va innovar en la fabricació de barrets. L'any 1798, Betsy Metcalf, de Nova Anglaterra, havia inventat un mètode per trenar palla que es va fer molt popular i va generar una nova indústria; els bonets de palla es podien fer a casa amb recursos locals, de manera que la població femenina va poder treballar en l'àmbit domèstic. Segons la Llei de patents de 1790, Betsy Metcalf podria haver sol·licitat una patent, però com la majoria de les dones de l'època, que no podien tenir legalment propietats ni tampoc fer contractes, va optar per no fer-ho. Mary Kies, però, va trencar aquest patró el maig de 1809 i es va acollir a la llei que permetia que permetia a qualsevol persona o persones requerir la protecció dels seus mètodes o dissenys.
La tècnica de Kies va resultar valuosa per fer gorres de treball rendibles i, de retruc, va reforçar l'economia del barret de Nova Anglaterra, que havia trontollat a causa de la Llei d'embargament comercial de 1807. L'Oficina de Patents que contenia la seva va ser destruïda en un incendi el 1836.

## Llegat
El 1965 es va alçar un monument en honor seu al Vell Fossar de South Killingly. El 2006 va ser inclosa al Saló de la fama dels inventors nacionals (NIHF).